# سول ليتر
سول ليتر هو مصور ورسام أمريكي ذائع الصيت وله العديد من الإسهامات لما عرف لاحقاً بمدرسة نيويورك للفوتوغرافيا. كانت ولا تزال مجموعة أعماله تعرض في المعارض العامة والخاصة حول العالم.

## بداية حياته
ولد ليتر في بيتسبيرغ بنسلفانيا لأب كان عالم دين يهودي بارز ولذا تتلمذ ليتر على أبيه ليصبح حاخاماً. حينما بلغ الثانية عشرة أهدته أمه أول كاميرا في حياته. غادر سول المدرسة الدينية في عمر 23 عام وانتقل إلى نيوريورك ليصبح فيما بعد فناناً. اهتم في بداياته بالرسم وكان ممن قابل الرسام الشهير ريشتارد دارت.
شجع دارت ليتر على المضي قدماً في الفوتوغرافيا. بدء مسيرته بالتقاط الصور غير الملونة ثم لاحقاً في عام 1948 م بدء بالتقاط الصور الملونة. ساهم ليتر بالتعاون مع مصورين معاصرين آخرين أمثال روبرت فرانك وديان آيربص بتكوين ما عرف لاحقاً بمدرسة نيوريورك للتصوير خلال السنوات بين 1940 م - 1950 م. 
توفي سول ليتر في السادس والعشرين من نوفمبر عام 2013م في مدينة نيويورك.

## وصلات خارجية
- سول ليتر على موقع IMDb (الإنجليزية)
- سول ليتر على موقع ديسكوغز (الإنجليزية)